# Ігнорування масштабу
Ігнорування масштабу (англ. scope neglect або scope insensitivity) — це когнітивне упередження, яке виникає у разі, якщо оцінка проблеми не встановлюється відповідно до її розміру.

## Загальне поняття
Ігнорування масштабу — це форма нехтування розміром проблеми, при якій її значущість не сприймається повною мірою, хоча насправді логічно мала б відігравати важливу роль у формуванні загальної оцінки. 

## Емпіричні докази експериментальної психології
У процесі дослідження респондентів запитали, яку суму вони готові віддати за покриття забруднених нафтою ставків захисними сітками, щоб запобігти потопанню мігруючих птахів. Учасників розподілили на три групи та повідомили, що щорічно від цього забруднення страждають або 2000, або 20000, або 200000 мігруючих птахів. Результати експерименту показали, що у трьох групах середня сума вкладу становила 80, 78 і 88 доларів США відповідно.  Тобто, коли учасників дослідження запитують про готовність платити за порятунок 2000 птахів, середній результат майже такий самий, як і у випадку з 20 000 або 200 000 птахів. 
Під час інших експериментів, також спрямованих на дослідження готовності платити з метою запобігання шкоди, було виявлено логарифмічну залежність або взагалі таку, що не пов’язана з масштабом проблеми. 

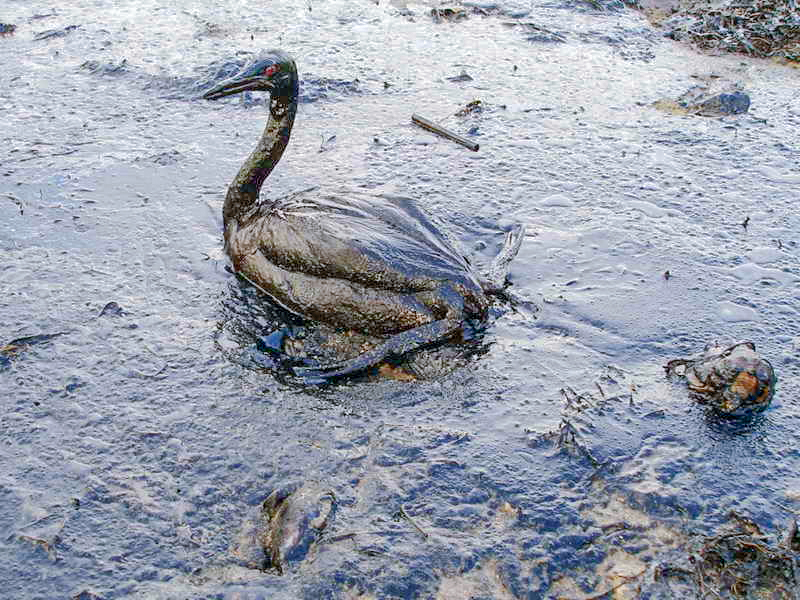
Птах, повністю обмазаний нафтою після аварії танкера

Нобелівський лауреат і психолог Даніель Канеман пояснив явище ігнорування масштабу тим, що люди оцінюють ситуацію за певним прототипом, вдосконаленням евристики репрезентативності.
"The story [...] probably evokes for many readers a mental representation of a prototypical incident, perhaps an image of an exhausted bird, its feathers soaked in black oil, unable to escape,"
"Мабуть, історія [...] викликає у багатьох читачів уявлення про прототипний випадок, образ виснаженого, нерухомого птаха із замазученим пір’ям, якого вже просто неможливо врятувати."
– Даніель Канеман

За словами Канемана, готовність учасників вкладати свої гроші у порятунок птахів залежала насамперед від вже сформованого образу в їхніх головах. 